# N-Гидроксисукцинимид
N-Гидроксисукцинимид (англ. N-Hydroxysuccinimide; NHS) — органическое вещество, производное пирролидина.

## Применение
Используется в органической химии и биохимии в качестве реагента для активации карбоновых кислот. В процессе реакции NHS с карбоновой кислотой получается активированный эфир карбоновой кислоты, реагирующий с аминогруппой с образованием амида карбоновой кислоты. NHS-эфиры карбоновых кислот обладают относительной устойчивостью и могут храниться при низкой температуре в безводном состоянии, поэтому используются как реагенты. Например, NHS-эфир флуоресцеина применяется для флуоресцентного мечения белков.

Принцип использования EDC и NHS с образованием промежуточного NHS-эфира для сшивания молекул 1 и 2.